# Droga wojewódzka nr 583
Droga wojewódzka nr 583 (DW583) – droga wojewódzka klasy Z o długości 29 km łącząca Bedlno z Sannikami.